# جياني غيديني
جياني غيديني (بالإيطالية: Gianni Ghidini)‏ مواليد 21 مايو 1930 في إيطاليا - الوفاة 6 يونيو 1955 في إيطاليا، كان دراج إيطالي. سبق أن شارك في دورة الألعاب الأولمبية الصيفية وفاز بميدالية أولمبية.

## الميداليات
| الميدالية | المسابقة                       |
| --------- | ------------------------------ |
| فضية      | الألعاب الأولمبية الصيفية 1952 |

## روابط خارجية
- جياني غيديني على موقع أرشيف الدراجات (الإنجليزية)
- جياني غيديني على موقع إحصائيات الدراجات الإحترافية (الإنجليزية)
- جياني غيديني على موقع CycleBase (الإنجليزية)
- جياني غيديني على موقع اللجنة الأولمبية الدولية (الإنجليزية)
- جياني غيديني على موقع أوليمبيديا (الإنجليزية)
- جياني غيديني على موقع اللجنة الأولمبية الإيطالية (الإيطالية)